# Championnats d'Europe du Nord de tennis de table
Les Championnats d’Europe du Nord de tennis de table (en anglais : North European Table Tennis Championships, souvent abrégé en NETU Championships) sont une compétition régionale organisée tous les deux ans sous l’égide de la North European Table Tennis Union (NETU) depuis 1949. Ils sont connus sous le nom de championnats nordiques de tennis de table jusqu'en 1992 et l'intégration des pays baltes.

## Histoire
Les championnats ont été créés en 1949 pour favoriser la compétition entre les pays nord-européens, avec un objectif de développement du niveau régional et de fournir une opportunité de compétition internationale aux jeunes joueurs et aux seniors hors des grandes scènes mondiales.
Seuls les pays suivants peuvent participer : Danemark, Estonie, Finlande, Islande, Lettonie, Lituanie, Norvège, Suède, Groenland, Îles Féroé.
Cette compétition est un tremplin important pour les jeunes talents nordiques.
Plusieurs joueurs nordiques ayant percé au niveau européen ou mondial sont passés par ces championnats.
Elle permet également à des fédérations moins dominantes (comme l’Islande ou les Pays baltes) d’avoir un cadre compétitif abordable et adapté.

## Organisation et format
Le tournoi est reconnu par l'ETTU et compte pour le classement européen. 
Sept épreuves sont disputés : les épreuves par équipes, les simples et les doubles messieurs-dames, ainsi que les doubles mixte.

## Palmarès

### Par équipes
| Year                                                                    | Lieu         | Vainqueur competition messieurs | Vainqueur competition femmes |
| ----------------------------------------------------------------------- | ------------ | ------------------------------- | ---------------------------- |
| 2024                                                                    | Riga         | Finlande                        | Suède                        |
| 2022 (en)                                                               | Druskininkai | Suède                           | Suède                        |
| 2018                                                                    | Haapsalu     | Suède                           | Suède                        |
| 2016                                                                    | Fornebu      | Suède                           | Suède                        |
| 2012                                                                    | Karlsborg    | Suède                           | Suède                        |
| 2010                                                                    | Helsinki     | Suède                           |                              |
| 2008                                                                    | Maribo       | Suède                           | Suède                        |
| 2006                                                                    | Reykjavik    | Danemark                        | Estonie                      |
| 2004                                                                    | Ventspils    | Estonie                         | Estonie                      |
| 2002                                                                    | Vilnius      | Norvège                         | Lituanie                     |
| 2000                                                                    | Tallinn      | Norvège                         | Suède                        |
| 1998                                                                    | Oslo         | Danemark                        | Lituanie                     |
| 1996                                                                    | Linkoping    | Suède                           | Suède                        |
| 1994                                                                    | Lahti        | Suède                           | Lituanie                     |
| Les championnats nordiques deviennent les championnats d'Europe du Nord |              |                                 |                              |
| 1992                                                                    | Bronderslev  | Suède                           | Suède                        |
| 1990                                                                    | Oslo         | Suède                           | Suède                        |
| 1988                                                                    | Karlsborg    | Suède                           | Suède                        |
| 1986                                                                    | Helsinki     | Suède                           | Suède                        |
| 1983                                                                    | Reykjavik    | Suède                           | Suède                        |
| 1981                                                                    | Horning      | Suède                           | Suède                        |
| 1979                                                                    | Bergen       | Suède                           | Suède                        |
| 1977                                                                    | Jakobsberg   | Suède                           | Suède                        |
| 1975                                                                    | Helsinki     | Suède                           | Suède                        |
| 1973                                                                    | Randers      | Suède                           | Suède                        |
| 1971                                                                    | Oslo         | Suède                           | Suède                        |
| 1969                                                                    | Solvesborg   | Suède                           | Suède                        |
| 1967                                                                    | Helsinki     | Suède                           | Suède                        |
| 1965                                                                    | Nyborg       | Suède                           | Suède                        |
| 1963                                                                    | Skara        | Suède                           | Suède                        |
| 1961                                                                    | Bergen       | Suède                           | Suède                        |
| 1959                                                                    | Helsinki     | Suède                           | Danemark                     |
| 1957                                                                    | Aarhus       | Suède                           | Suède                        |
| 1955                                                                    | Drammen      | Suède                           | Suède                        |
| 1953                                                                    | Stockholm    | Suède                           | Suède                        |
| 1951                                                                    | Helsinki     | Suède                           | Suède                        |
| 1949                                                                    | Copenhague   | Suède                           | Suède                        |

### Simples
| Année                                                                   | Lieu         | Simples messieurs    | Simples messieurs  |                                        | Simples dames                   | Simples dames     |
| Année                                                                   | Lieu         | Vainqueur            | Finaliste          | Vainqueur                              | Finaliste                       |                   |
| ----------------------------------------------------------------------- | ------------ | -------------------- | ------------------ | -------------------------------------- | ------------------------------- | ----------------- |
| 2024                                                                    | Riga         | Benedek Oláh (en)    | Anders Eriksson    |                                        | Alma Rööse                      | Nomin Baasan      |
| 2022 (en)                                                               | Druskininkai | Simon Berglund       | Hampus Söderlund   | Rebekka Carlsen                        | Jennie Edvinsson                |                   |
| 2018                                                                    | Haapsalu     | Hampus Nordberg      |                    | Christina Källberg                     |                                 |                   |
| 2016                                                                    | Fornebu      | Alexander Franzén    |                    | Jennifer Jonsson                       |                                 |                   |
| 2012                                                                    | Karlsborg    | Harald Andersson     |                    | Sara Rask                              |                                 |                   |
| 2010                                                                    | Helsinki     | Mattias Karlsson     |                    | Madeleine Melcher                      |                                 |                   |
| 2008                                                                    | Maribo       | Christian Larsen     | Fabian Akerstrom   | Caroline Wersall                       | Marie Persson                   |                   |
| 2006                                                                    | Reykjavik    | Stephensen Gudmundur | Lukas Ryden        | Lina Misikonyte                        | Tatjana Tshistjakova            |                   |
| 2004                                                                    | Ventspils    | Stephensen Gudmundur | Aleksandr Smirnov  | Marina Morozova                        | Vilma Daunoraviciute            |                   |
| 2002                                                                    | Vilnius      | Cyprian Asamoah      | Robert Svensson    | Rūta Paškauskienė-Budiene-Garkauskaite | Jolanta Prusiene-Daniliavichute |                   |
| 2000                                                                    | Tallinn      | Wang Jianfeng        | Geir Erlandsen     | Linda Nordenberg                       | Pia Finnemann                   |                   |
| 1998                                                                    | Oslo         | Jörgen Persson       | Michael Maze       | Rūta Paškauskienė-Budiene-Garkauskaite | Katja Nieminen                  |                   |
| 1996                                                                    | Linkoping    | Mikael Appelgren     | Fredrik Håkansson  | Rūta Paškauskienė-Budiene-Garkauskaite | Jenny Jonsson                   |                   |
| 1994                                                                    | Lahti        | Fredrik Håkansson    | Erik Lindh         | Jolanta Prusiene-Daniliavichute        | Anni Komulainen                 |                   |
| Les championnats nordiques deviennent les championnats d'Europe du Nord |              |                      |                    |                                        |                                 |                   |
| 1992                                                                    | Bronderslev  | Peter Nilsson        | Thomas Von Scheele |                                        | Anni Komulainen                 | Helene Gustafsson |
| 1990                                                                    | Oslo         | Wang Yansheng        | Allan Bentsen      | Asa Svensson                           | Helene Gustafsson               |                   |
| 1988                                                                    | Karlsborg    | Jan-Ove Waldner      | Jorgen Persson     | Pia Hansen-Eliasson                    | Pernilla Pettersson             |                   |
| 1986                                                                    | Helsinki     | Mikael Appelgren     | Ulf Carlsson       | Marie Svensson                         | Lotta Erlman                    |                   |
| 1983                                                                    | Reykjavik    | Jorgen Persson       | Jan-Ove Waldner    | Sonja Grefberg                         | Menni Weizades                  |                   |
| 1981                                                                    | Horning      | Ulf Carlsson         | Jan-Ove Waldner    | Menni Weizades                         | Eva Malmberg                    |                   |
| 1979                                                                    | Bergen       | Ulf Carlsson         | Ulf Thorsell       | Kristina Nilsson                       | Helen Lindvall                  |                   |
| 1977                                                                    | Jakobsberg   | Ulf Thorsell         | Ulf Cronqvist      | Anneli Hernvall                        | Eva Stromvall                   |                   |
| 1975                                                                    | Helsinki     | Roger Lagerfeldt     | Ulf Thorsell       | Ann-Christin Hellman                   | Eva Stromvall                   |                   |
| 1973                                                                    | Randers      | Sandstrom Per        | Anders Johansson   | Radberg-Wiktorsson Birgitta            | Olsson Birgitta 2               |                   |
| 1971                                                                    | Oslo         | Hans Alsér           | Claus Pedersen     | Marita Neidert-Nilsson-Carlsson        | Ann-Christin Hellman            |                   |
| 1969                                                                    | Solvesborg   | Kjell Johansson      | Hans Alsér         | Eva Johansson                          | Lena Andersson                  |                   |
| 1967                                                                    | Helsinki     | Bo Persson           | Pentti Kunnas      | Marita Neidert-Nilsson-Carlsson        | Birgitta Radberg-Wiktorsson     |                   |
| 1965                                                                    | Nyborg       | Kjell Johansson      | Hans Alsér         | Lis Ramberg                            | Birgitta Radberg-Wiktorsson     |                   |
| 1963                                                                    | Skara        | Kjell Johansson      | Hans Alsér         | Marita Neidert-Nilsson-Carlsson        | Eva Johansson                   |                   |
| 1961                                                                    | Bergen       | Tony Larsson         | Bjorne Mellstrom   | Lena Guntsch                           | Britt Andersson                 |                   |
| 1959                                                                    | Helsinki     | Hans Alsér           | Rakell Ake         | Siv Pettersson                         | Birthe Hauth-Hansen             |                   |
| 1957                                                                    | Aarhus       | Tony Larsson         | Bjorne Mellstrom   | Reina Wetterstrom                      | Elisabeth Thorsson              |                   |
| 1955                                                                    | Drammen      | Lennart Johansson    | Tage Flisberg      | Elisabeth Thorsson                     | Birgitta Tegner                 |                   |
| 1953                                                                    | Stockholm    | Lennart Johansson    | Stig Elmblad       | Signhild Tegner                        | Gudrun Kahns                    |                   |
| 1951                                                                    | Helsinki     | Bengt Grive          | Stig Elmblad       | Inga Brehmer                           | Signhild Tegner                 |                   |
| 1949                                                                    | Copenhague   | Tage Flisberg        | Bengt Jonsson      | Iris Persson                           | Eina Ericson                    |                   |

### Doubles
| Année     | Lieu         | Doubles messieurs                                   | Doubles dames                                                      | Doubles mixte                                         |
| --------- | ------------ | --------------------------------------------------- | ------------------------------------------------------------------ | ----------------------------------------------------- |
| 2024      | Riga         | Benedek Olah Alex Naumi                             | Maria Girlea Marina Donner                                         | Alex Naumi Marina Donner                              |
| 2022 (en) | Druskininkai | SÖDERLUND Hampus BERGLUND Simon (Sweden)            | HOLGERSSON Hannah EDVINSSON Jennie (Sweden)                        | Martin Friis Jennie Edvinsson                         |
| 2018      | Haapsalu     | Hampus Nordberg (3) Anders Eriksson (1)             | Jennifer Jonsson Daniela Moskivits                                 | Hampus Nordberg (2) Christina Källberg (1)            |
| 2016      | Fornebu      | Jonas Stener (1) Simon Berglund (1)                 | Tilda Johansson (1) Jennifer Jonsson (1)                           | Simon Berglund (1) Erika Fronth (1)                   |
| 2012      | Karlsborg    | Viktor Brodd (1) Hampus Nordberg (2)                | Sara Rask (1) Daniela Moskivits (1)                                | Hampus Nordberg (1) Sara Rask (1)                     |
| 2010      | Helsinki     | Kristian Karlsson (1) Mattias Karlsson (1)          | Michelle Quak (1) Madeleine Melcher (1)                            | Kristian Karlsson (1) Madeleine Melcher (1)           |
| 2008      | Maribo       | Larsen Christian (Den) Rasmussen Morten Hyrup (Den) | Kardauskaite Inga (Ltu) Tshistjakova Tatjana (Est)                 | Mattias Karlsson (1) Marie Persson (1)                |
| 2006      | Reykjavik    | Hedlund Dan (Swe) Nordberg Hampus (Swe)             | Tshistjakova Tatjana (Est) Latt Katlin (Est)                       | Jakob Asmussen (1) Anne Cathrine Bomann (1)           |
| 2004      | Ventspils    | Stephensen Gudmundur (Isl) Vainula Vallot (Est)     | Morozova Marina (Est) Misikonyte Lina (Ltu)                        | Smirnov Aleksandr Morozova Marina                     |
| 2002      | Vilnius      | Erlandsen Geir (Nor) Moldovan Istvan (Nor)          | Finnemann Pia (Den) Wigow-Nilsson Susanna (Swe)                    | Paskauskiene-Budiene-Garkauskaite Ruta Erlandsen Geir |
| 2000      | Tallinn      | Gonzales Raymond (Nor) Wang Jianfeng (Nor)          | Ekholm Matilda (Swe) Tshistjakova Tatjana (Est)                    | Ekholm Matilda Stenberg Marten                        |
| 1998      | Oslo         | Erlandsen Geir (Nor) Moldovan Istvan (Nor)          | Paskauskiene-Budiene-Garkauskaite Ruta (Ltu) Ekholm Matilda (Swe)  | Paskauskiene-Budiene-Garkauskaite Ruta Erlandsen Geir |
| 1996      | Linkoping    | Hakansson Fredrik (Swe) Von Scheele Thomas (Swe)    | Augustsson Veronica (Swe) Gajic Jelena (Srb)                       | Paskauskiene-Budiene-Garkauskaite Ruta Erlandsen Geir |
| 1994      | Lahti        | Hakansson Fredrik (Swe) Von Scheele Thomas (Swe)    | Prusiene-Daniliavichute Jolanta (Ltu) Totilaite Kristina (Ltu)     | Kontala Aki Komulainen Anni                           |
| 1992      | Bronderslev  | Kadiri Kayode (Swe) Von Scheele Thomas (Swe)        | Gustafsson Helene (Swe) Persson Lena (Swe)                         | Nilsson Peter Gustafsson Helene                       |
| 1990      | Oslo         | Peter Karlsson (Swe) Von Scheele Thomas (Swe)       | Erlman Lotta (Swe) Svensson Marie (Swe)                            | Svensson Marie Von Scheele Thomas                     |
| 1988      | Karlsborg    | Peter Karlsson (Swe) Von Scheele Thomas (Swe)       | Pettersson Pernilla (Swe) Svensson Marie (Swe)                     | Jan-Ove Waldner Svensson Asa                          |
| 1986      | Helsinki     | Harkamp Jan (Den) Hauth Lars (Den)                  | Grefberg Sonja (Fin) Nieminen Katja (Fin)                          | Bjork Camilla Appelgren Mikael                        |
| 1983      | Reykjavik    | Jorgen Persson (Swe) Jan-Ove Waldner                | Grefberg Sonja (Fin) Malmberg Eva (Fin)                            | Grefberg Sonja Jokinen Jarmo                          |
| 1981      | Horning      | Akesson Jonny (Swe) Jan-Ove Waldner                 | Hernvall Anneli (Swe) Weizades Menni (Swe)                         | Akesson Jonny Hansen-Eliasson Pia                     |
| 1979      | Bergen       | Carlsson Ulf (Swe) Thorsell Ulf (Swe)               | Lindvall Helen (Swe) Nilsson Kristina (Swe)                        | non attribué                                          |
| 1977      | Jakobsberg   | Franklin Lars (Swe) Thorsell Ulf (Swe)              | Lindvall Helen (Swe) Fogelberg Gudrun (Swe)                        | non attribué                                          |
| 1975      | Helsinki     | Lagerfeldt Roger (Swe) Thorsell Ulf (Swe)           | Hellman Ann-Christin (Swe) Stromvall Eva (Swe)                     | non attribué                                          |
| 1973      | Randers      | Johansson Anders (Swe) Wikstrom Ingemar (Swe)       | Olsson Birgitta 2 (Swe) Radberg-Wiktorsson Birgitta (Swe)          | Wikstrom Ingemar Radberg-Wiktorsson Birgitta          |
| 1971      | Oslo         | Alser Hans (Swe) Bernhardt Carl-Johan (Swe)         | Neidert-Nilsson-Carlsson Marita (Swe) Johansson Ann-Christin (Swe) | Neidert-Nilsson-Carlsson Marita Bernhardt Carl-Johan  |
| 1969      | Solvesborg   | Alser Hans (Swe) Johansson Kjell (Swe)              | Johansson Eva (Swe) Neidert-Nilsson-Carlsson Marita (Swe)          | Johansson Eva Alser Hans                              |
| 1967      | Helsinki     | Andersson Rolf (Swe) Bengtsson Stellan 2 (Swe)      | Christensen Britta (Den) Henriksen Brita (Den)                     | Persson Bo Neidert-Nilsson-Carlsson Marita            |
| 1965      | Nyborg       | Alser Hans (Swe) Johansson Kjell (Swe)              | Neidert-Nilsson-Carlsson Marita (Swe) Rundstrom Lena (Swe)         | Alser Hans Rundstrom Lena                             |
| 1963      | Skara        | Alser Hans (Swe) Johansson Kjell (Swe)              | Johansson Eva (Swe) Neidert-Nilsson-Carlsson Marita (Swe)          | Neidert-Nilsson-Carlsson Marita Johansson Kjell       |
| 1961      | Bergen       | Larsson Tony (Swe) Mellstrom Bjorne (Swe)           | Andersson Britt (Swe) Guntsch Lena (Swe)                           | Guntsch Lena Larsson Tony                             |
| 1959      | Helsinki     | Alser Hans (Swe) Rakell Ake (Swe)                   | Hauth-Hansen Birthe (Den) Schandorph Evy (Den)                     | Lehtonen Kalevi Munkberg Sylvi                        |
| 1957      | Aarhus       | Larsson Tony (Swe) Mellstrom Bjorne (Swe)           | Thorsson Elisabeth (Swe) Wetterstrom Reina (Swe)                   | Thorsson Elisabeth Mellstrom Bjorne                   |
| 1955      | Drammen      | Flisberg Tage (Swe) Johansson Lennart (Swe)         | Tegner Birgitta (Swe) Thorsson Elisabeth (Swe)                     | Johansson Lennart Thorsson Elisabeth                  |
| 1953      | Stockholm    | Flisberg Tage (Swe) Johansson Lennart (Swe)         | Tegner Birgitta (Swe) Tegner Signhild (Swe)                        | Johansson Lennart Thorsson Elisabeth                  |
| 1951      | Helsinki     | Elmblad Stig (Swe) Grive Bengt (Swe)                | Brehmer Inga (Swe) Tegner Signhild (Swe)                           | Elmblad Stig Tegner Signhild                          |
| 1949      | Copenhagen   | Cederholm Sven (Swe) Flisberg Tage (Swe)            | Ericson Eina (Swe) Persson Iris (Swe)                              | Persson Iris Cederholm Sven                           |